# Alfred Molinas i Bellido
Alfred Molinas i Bellido (Barcelona, 1923 - 31 de desembre del 2022) fou un advocat i empresari, líder de la patronal catalana durant la transició democràtica espanyola.
Llicenciat en dret, s'especialitzà en dret marítim internacional i exercí de 1946 a 1962. El 1970 creà el comitè coordinador dels ports del Nord-oest de la Mediterrània. El 1977 participà en la reconstitució de Foment del Treball Nacional com a organització empresarial d'àmbit català amb Carles Ferrer i Salat i Josep Maria Pujol-Xicoy, i en fou president de 1978 a 1994, any en què es va jubilar. Durant la campanya de les eleccions a la Generalitat de Catalunya instà a la despesa de 300 milions de pessetes entre l'empresariat per a evitar que les guanyés el PSC davant el temor de la formació d'un govern marxista. Molinas va impulsar successius acords socials amb els sindicats i el Govern de la Generalitat de Catalunya en la dècada del 1980. Un treball que va culminar en 1993, quan es va signar l'Acord Interprofessional de Catalunya que portaria a la creació del Tribunal Laboral de Catalunya.
També fou vicepresident de la CEOE, vicepresident de l'Autoritat Portuària de Barcelona i vocal del Consell General del Consorci de la Zona Franca de Barcelona i president de la Fundació CETMO (Centre d'Estudis del Transport del Mediterrani Occidental). El 2006 va rebre la Medalla Francesc Macià. També és Comandant de l'Orde al Mèrit de la República Italiana i Oficial de la Legió d'Honor francesa.